# Selce pri Leskovcu
Selce pri Leskovcu este o localitate din comuna Krško, Slovenia, cu o populație de 43 de locuitori.